# Live ?!*@ Like a Suicide
Live ?!*@ Like a Suicide je lažni live EP koji je izdao hard rock sastav Guns N' Roses u prosincu 1986. pod njihovom vlastitom markom UZI Suicide. UZI Suicide je bila kompanija samo na papiru, jer je Geffen Records htio da izgleda kao da je izdan pod nezavisnom markom.
Album je izašao u ograničenom broju i prilično je rijedak. Snimke se mogu naći na prvoj polovici albuma G N' R Lies. 
Nekoliko replika je izrađeno, djelomice zbog visoke vrijednosti. Većina dobro izrađenih kopija su one iz Južne Koreje, dok verzije iz Brazila sadrže sve G N' R Lies pjesme, kao i one sa Live ?!*@ Like a Suicide.
Pjesme su zapravo studijske snimke s dodanim zvukom publike. Navodno, od mogućih snimki uživo nijedna nije bila dovoljno dobra da se izda na disku.  Pjevač Axl Rose se oslanjao na ovu činjenicu kad je opisao EP kao "najveće sranje ikada" u intervjuu za časopis promovirajući Appetite for Destruction. Axl je uvrijedio sve one koji se vjerovali da je EP pravi snimak uživo. 

## Popis pjesama
1. "Reckless Life"
2. "Nice Boys" (obrada pjesme sastava Rose Tattoo)
3. "Move To The City"
4. "Mama Kin" (obrada Aerosmithove pjesme)